# 274843 Mykhailopetrenko
274843 Mykhailopetrenko este un asteroid din centura principală de asteroizi.

## Descriere
274843 Mykhailopetrenko este un asteroid din centura principală de asteroizi. A fost descoperit pe 24 august 2009 la observatorul astronomic din Andrușivka. Asteroidul prezintă o orbită caracterizată de o semiaxă mare de 2,30 ua, o excentricitate de 0,17 și o înclinație de 6,4° în raport cu ecliptica.